# Комбинированная классификация Тур де Франс

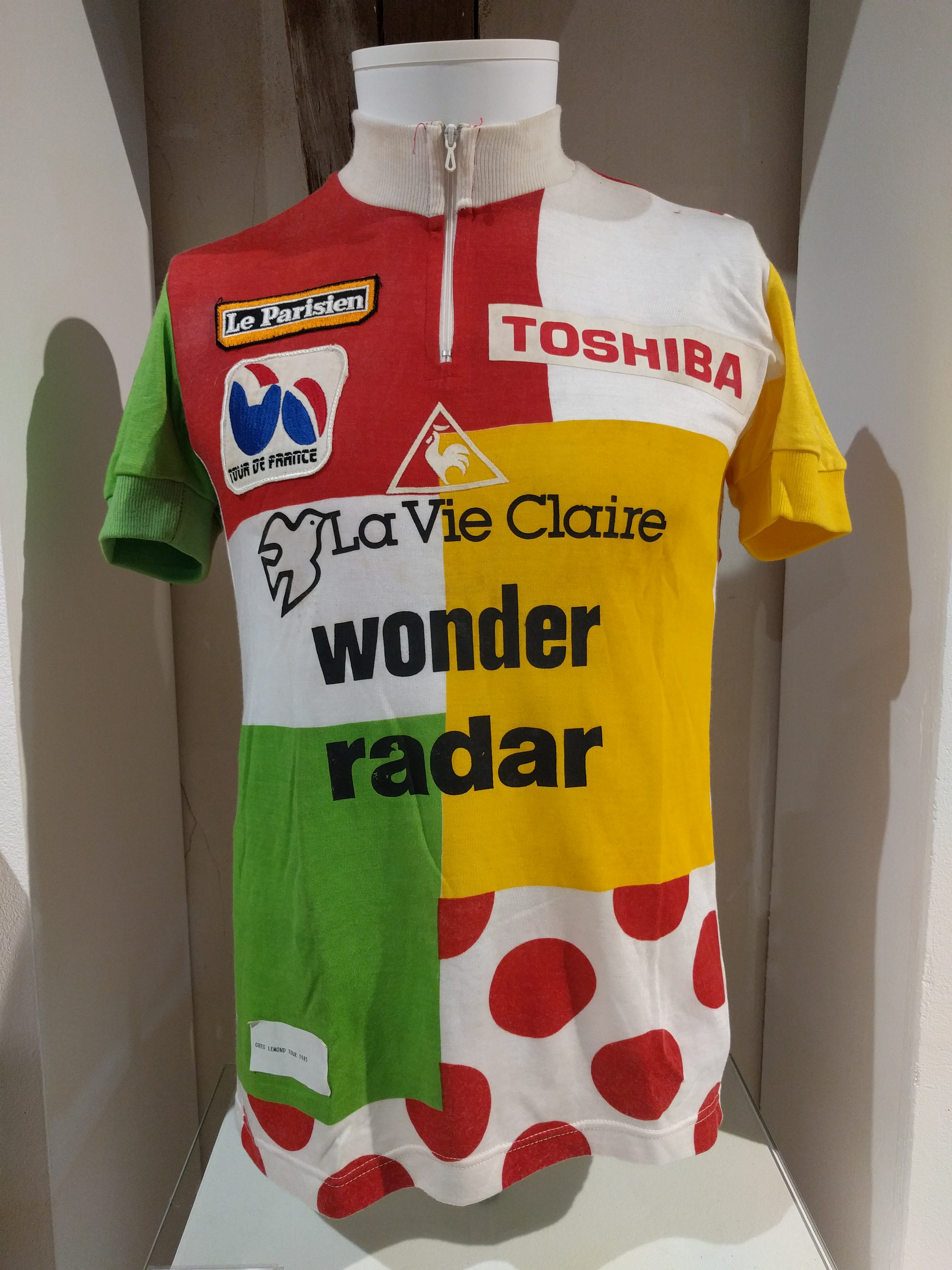
Комбинированная майка лидера классификации на Тур де Франс 1985

Комбинированная классификация Тур де Франс (фр. Classement du combiné) разыгрывалась в рамках в рамках Тур де Франс с 1968 по 1989 год. Победитель определялся по сумме мест занятых в генеральной, горной и очковой классификациях. Лидер классификации носил комбинированную майку (фр. maillot du combiné).

## История
Впервые данная классификация появляется в 1968 году и на тот момент имеет отличительную белую майку. Зачёт определяет самого универсального гонщика, способного показывать высокие результаты на любом типе этапе. Лидер зачёта определялся по сумме мест занятых в генеральной, горной и спринтерской классификациях.
С 1975 года белая майка начинает присуждаться лучшему молодому гонщику и зачёт временно исчезает. В 1980 году классификация вновь возвращается при поддержке французского телеканала TF1, а официальное название становится Grand Prix TF1. Она разыгрывается до 1982 года включительно, после чего в исчезает. 
В 1985 году она снова возобновляется уже под названием Présence Classification и получает комбинированную майку состояющую из фрагментов маек учитываемых зачётов под названием "Mondrian" (в честь художника Пита Мондриана). А в начислении очков учитывается ещё и классификация промежуточных спринтов.
После окончания Тура 1989 года окончательно прекращает своё существование, так как новый директор гонки Жан-Мари Леблан решает модернизировать Тур.
Рекордсменом данной классификации является бельгиец Эдди Меркс выигравший её пять раз. 

## Регламент
Начисляемые очки соответствовали занимаемым местам в каждом из учитываемых зачётов где гонщик обязан был занимать какое-либо место: 1 очко за первое место, 2 очка за второе и так далее. В случае равенства мест в одной из зачётов гонщики получали среднее значение. Например два гонщика делят 3-е место, тогда  (3 + 4) / 2 = 3,5 очка. Итоговое ранжирование происходило в порядке увеличения очков. Велогонщик с наименьшим количеством очков являлся лидеров классификации.

## Победители

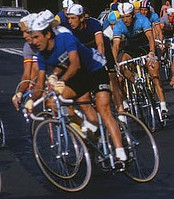
Франко Битосси
первый победитель классификации

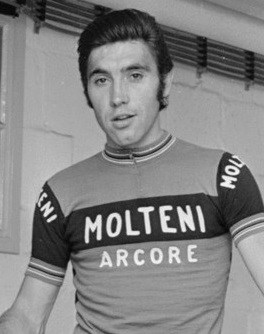
Эдди Меркс
пятикратный победитель

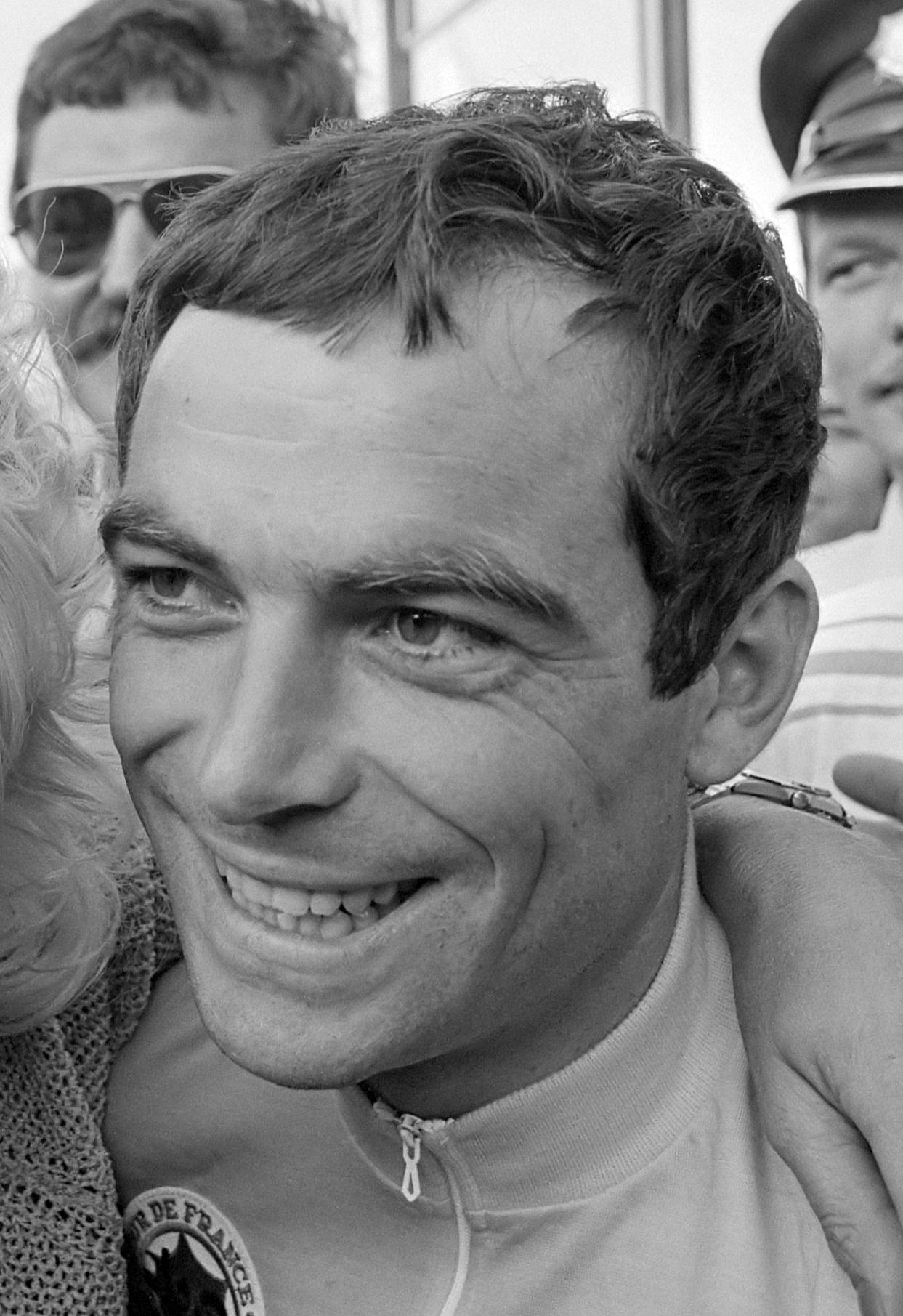
Бернар Ино
двукратный победитель

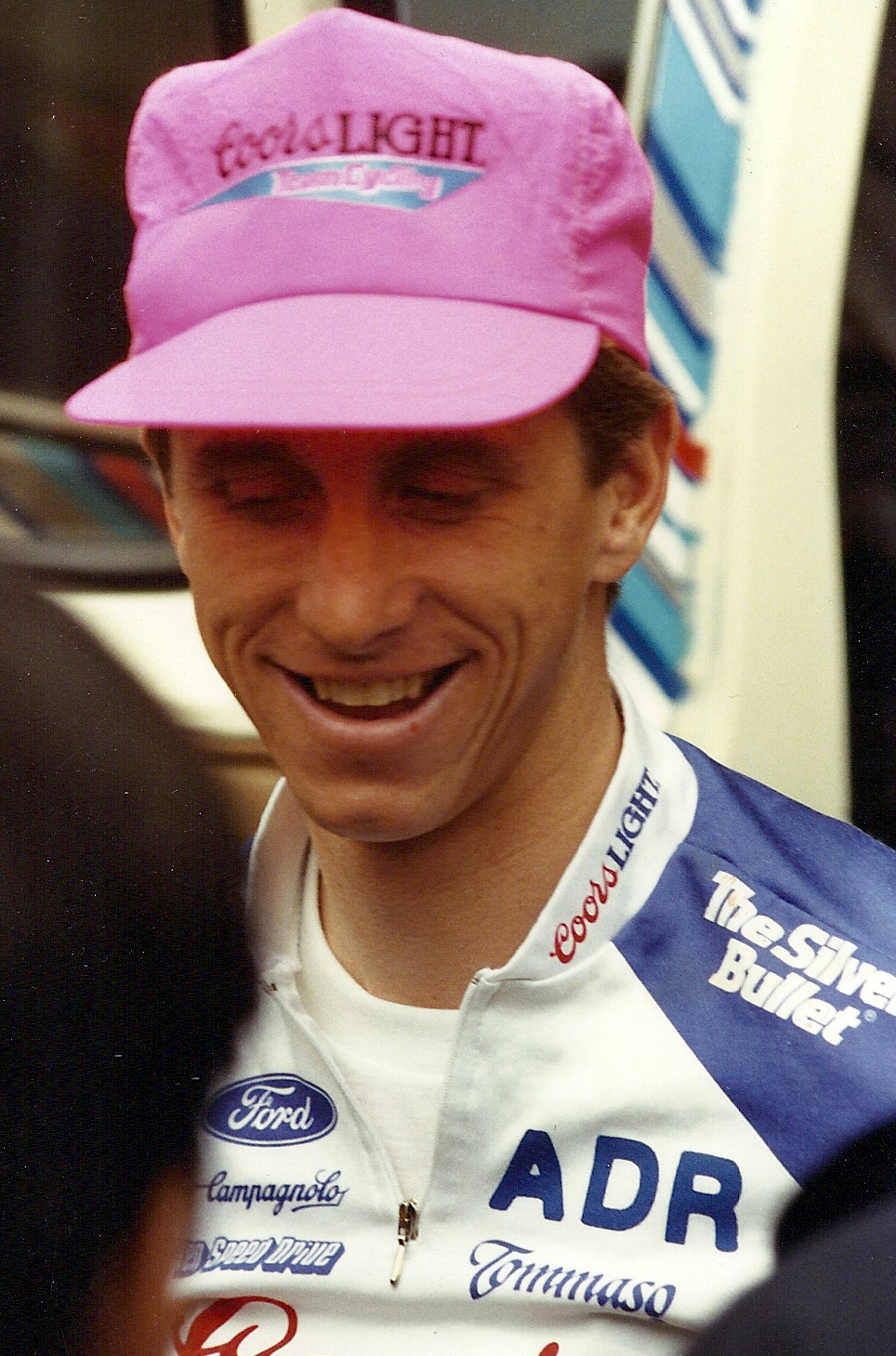
Грег ЛеМонд
двукратный победитель

| Год                   | Спортсмен          | Команда               | Очки             | Другие классификации       |
| Белая майка           | Белая майка        | Белая майка           | Белая майка      | Белая майка                |
| --------------------- | ------------------ | --------------------- | ---------------- | -------------------------- |
| 1968                  | Франко Битосси     | Италия                | 11               | Очковая                    |
| 1969                  | Эдди Меркс         | Faema                 | 3                | Генеральная Очковая Горная |
| 1970                  | Эдди Меркс         | Faema-Faemino         | 4                | Генеральная Горная         |
| 1971                  | Эдди Меркс         | Molteni               | 5                | Генеральная Очковая        |
| 1972                  | Эдди Меркс         | Molteni               | 4                | Генеральная Очковая        |
| 1973                  | Йоп Зутемелк       | Gitane-Frigécrème     | 20               | -                          |
| 1974                  | Эдди Меркс         | Molteni               | 8                | Генеральная                |
| без майки             |                    |                       |                  |                            |
| 1975                  | не разыгрывалась   | не разыгрывалась      | не разыгрывалась | не разыгрывалась           |
| 1976                  | не разыгрывалась   | не разыгрывалась      | не разыгрывалась | не разыгрывалась           |
| 1977                  | не разыгрывалась   | не разыгрывалась      | не разыгрывалась | не разыгрывалась           |
| 1978                  | не разыгрывалась   | не разыгрывалась      | не разыгрывалась | не разыгрывалась           |
| 1979                  | не разыгрывалась   | не разыгрывалась      | не разыгрывалась | не разыгрывалась           |
| 1980                  | Людо Петерс        | IJsboerke-Warncke     | 14               | -                          |
| 1981                  | Бернар Ино         | Renault-Elf-Gitane    | 6                | Генеральная                |
| 1982                  | Бернар Ино         | Renault-Elf-Gitane    | 7                | Генеральная                |
| 1983                  | не разыгрывалась   | не разыгрывалась      | не разыгрывалась | не разыгрывалась           |
| 1984                  | не разыгрывалась   | не разыгрывалась      | не разыгрывалась | не разыгрывалась           |
| Комбинированная майка |                    |                       |                  |                            |
| 1985                  | Грег ЛеМонд        | La Vie claire-Radar   | 91               | -                          |
| 1986                  | Грег ЛеМонд        | La Vie claire-Radar   | 87               | Генеральная                |
| 1987                  | Жан-Франсуа Бернар | Toshiba-La Vie claire | 72               | -                          |
| 1988                  | Стивен Рокс        | PDM-Ultima-Concorde   | 84               | Горная                     |
| 1989                  | Стивен Рокс        | PDM-Ultima-Concorde   | 89               | -                          |

## Рекорд побед

### Индивидуально
| № | Гонщик      | Страна     | Число побед | Годы                         |
| - | ----------- | ---------- | ----------- | ---------------------------- |
| 1 | Эдди Меркс  | Бельгия    | 5           | 1969, 1970, 1971, 1972, 1974 |
| 2 | Бернар Ино  | Франция    | 3           | 1981, 1982                   |
| 2 | Грег ЛеМонд | США        | 3           | 1985, 1986                   |
| 2 | Стивен Рокс | Нидерланды | 3           | 1988, 1989                   |

### По странам
| № | Страна     | Число побед |
| - | ---------- | ----------- |
| 1 | Бельгия    | 6           |
| 2 | Франция    | 3           |
| 2 | Нидерланды | 3           |
| 4 | США        | 2           |
| 5 | Италия     | 1           |